# Nychiodes leviata
Nychiodes leviata är en fjärilsart som beskrevs av Brandt 1938. Nychiodes leviata ingår i släktet Nychiodes och familjen mätare. Inga underarter finns listade i Catalogue of Life.